# Американский верблюжий корпус

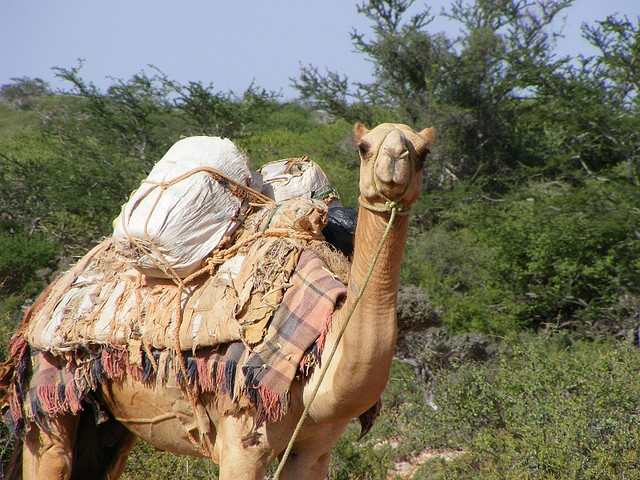
Навьюченный верблюд.

Американский верблюжий корпус (англ. United States Camel Corps) — военное подразделение армии Соединённых Штатов Америки, созданное в середине девятнадцатого века в попытке использовать верблюдов в качестве вьючных животных в пустынных районах на юго-западе Соединённых Штатов. Хотя верблюды хорошо переносили местный климат, а их использование соответствовало экономической ситуации в районах Нью-Мексико и Аризоны, армия в итоге отказалась от их использования в военных целях. Одной из причин был испуг лошадей при виде неизвестных животных, но главной причиной для прекращения эксперимента стало начало Гражданской войны.

## Предыстория

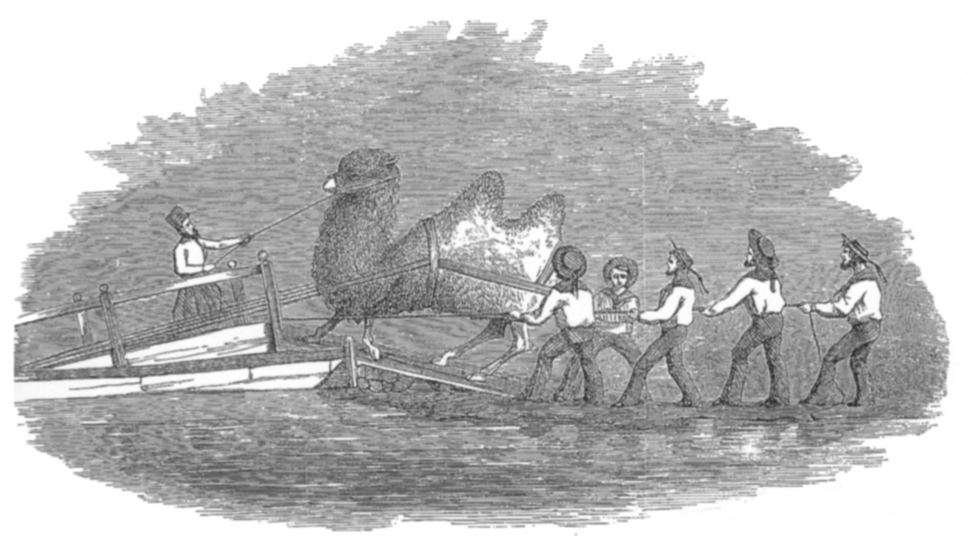
Рисунок, изображающий погрузку верблюда на судно.

26 апреля 1843 года капитан Джордж Х. Кросман предложил военному ведомству использовать верблюдов для транспортных целей, но это предложение было проигнорировано. Тем не менее в 1847 или 1848 году его аргументы смогли убедить сенатора Джефферсона Дэвиса от штата Миссисипи.
Другое происхождение идеи опубликовал в газетной статье в 1912 году сын генерала Эдварда Бейла, Тракстон Бейл: «Моему отцу пришла в голову эта идея, когда он вместе с Карсоном путешествовал по Долине Смерти. У него была книга, описывающая путешествия в Китай и Татарию, и он пришёл к выводу, что с пустынными верблюдами штаты Запада могли бы жить легче».
Также идея закупить верблюдов для американской армии приписывается известному авантюристу Харлану.
Дэвис, так или иначе, смог реализовать это намерение только тогда, когда в 1853 году был назначен президентом Франклином Пирсом военным министром. Он решил, что армия нуждается в усовершенствованных транспортных средствах для деятельности в юго-западной части США — местности, которую он и другие считали большой пустыней. В своём отчёте за 1854 год писал: «Ещё раз обратите внимание на преимущества использования военных и других верблюдов и мулов…». 3 марта 1855 года Конгресс выделил 30000 долларов для данного проекта.
Для осуществления исполнения заказа был назначен майор Уэйн. 4 июня 1855 года Уэйн покинул Нью-Йорк на борту судна USS Supply. После прибытия в район Средиземного моря началась закупка верблюдов. Портер останавливался в Тунисе, на Мальте, в Греции, Турции и Египте. Всего было приобретено тридцать три верблюда: два бактриана, двадцать девять дромадёров, один верблюжонок и один «биртуган» (нар — гибрид). Были также наняты пять опытных наездников. 15 февраля 1856 года USS Supply отплыло в Техас и 29 апреля прибыло в Индианолу. Высокая мёртвая зыбь не позволила осуществить пересадку верблюдов на баржу. USS Supply в этой ситуации взяло баржу на буксир и пошло по направлению к устью Миссисипи, чтобы найти там более спокойные воды. В итоге верблюды оказались на земле в Индианоле 14 мая. Во время путешествия по Атлантике умер один верблюд (самец), но родилось двое верблюжат, которые пережили путешествие. Таким образом, прибывшая на место экспедиция доставила даже больше верблюдов, чем планировалось. Состояние здоровья всех животных было хорошим.
По приказу Дэвиса Портер отплыл обратно — в Египет, чтобы закупить там больше верблюдов. В конце января или начале февраля 1857 года USS Supply вернулся со стадом из сорока одного дромадёра. Пока Портер находился в своём втором путешествии, умерло пять верблюдов из первого привезённого стада; в итоге у армии осталось семьдесят верблюдов.

## Военная служба

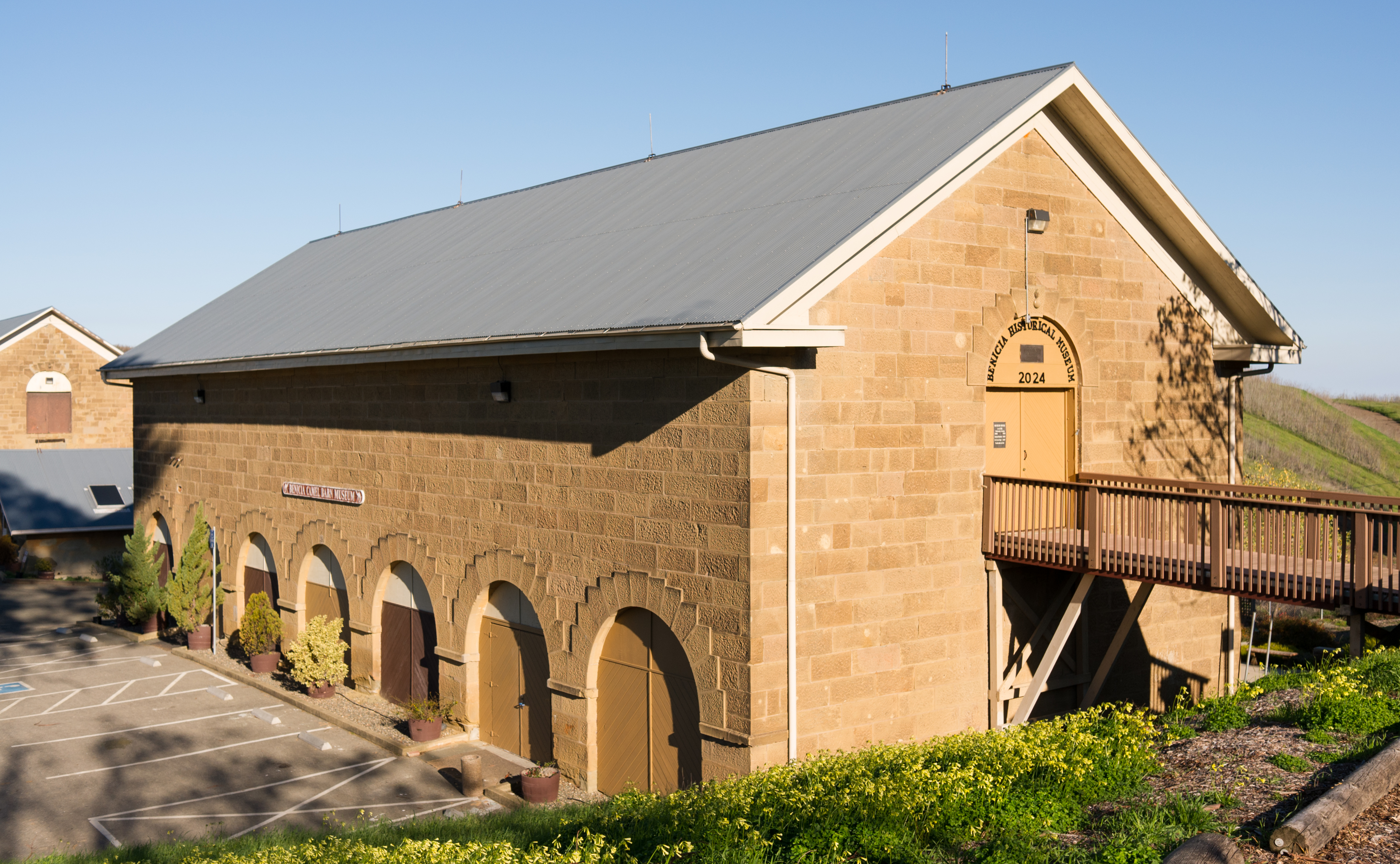
Музей в Арсенале Бениции — бывшие верблюжьи конюшни.

В начале лета 1856 года армия навьючила верблюдов и направила их через Викторию — Сан-Антонио до Камп-Верде. Отчёты о первоначальных переходах были в основном положительными. Верблюды оказались крепкими и выносливыми и быстро перемещались в тех районах, где лошади испытывали с этим трудности. Их легендарная способность обходиться без воды была доказана во время экспедиции 1857 года. Лейтенант Эдвард Бейл и его отряд и 25 верблюдов прошли маршрут от Форт-Дифаэнс к реке Колорадо (около 360 миль), а затем в Калифорнию.
В 1859 году во время экспедиции в регион Транс-Пекос (то есть расположенный к западу от реки Пекос), целью которой было отыскать более короткий путь к Форт-Дейвису в округе Джефф-Дейвис, армия снова использовала верблюдов. Группа, которой командовали лейтенанты Эдвард Харц и Уильям Эколс, проделала путь по большей части площади местности Биг-Бен. В 1860 году Эколс вновь возглавил экспедицию на верблюдах в том же регионе.

## Конец эксперимента
После начала Гражданской войны Американский верблюжий корпус был почти полностью забыт. Погонщики верблюды столкнулись с проблемами, поскольку их подопечные пугали лошадей и мулов. Бейл предложил содержать военных верблюдов в своём имении, но военный министр Союза Эдвин Стэнтон отверг это предложение. Некоторые верблюды были проданы частным лицам, некоторые сбежали в пустыню. Любимый белый верблюд Бейла по кличке Сейд боролся с другими самцами за самок во время гона и погиб в результате сильного удара головы. Скелет Сейда был отправлен в Смитсоновский институт. Сбежавшие верблюды (и их потомство) наблюдались в пустынных районах на юго-западе страны до начала XX века; в последний раз верблюдов видели здесь в 1941 году, недалеко от города Дуглас, штат Техас.
Хай Джолли (настоящее имя — Хаджи Али), гражданин Османской империи, приехавший в Соединённые Штаты в качестве главы группы наездников-погонщиков, остался в Америке навсегда. Он умер в 1902 году и был похоронен в Кварцсайте, штат Аризона. Его надгробие выполнено в форме пирамиды, увенчанной металлическим силуэтом верблюда.